# Die Reise nach Tilsit (Hermann Sudermann)
Die Reise nach Tilsit. Eine litauische Geschichte sind Titel und Untertitel einer 1917 publizierten naturalistischen Heimat-Erzählung Hermann Sudermanns. Die Dreiecksbeziehungsgeschichte mit Kriminalhandlung spielt im ländlichen litauischen Milieu Ostpreußens.

## Inhalt
Der Erzähler erinnert sich an eine Jahrzehnte zurückliegende dramatische Situation im Leben Indre Balczus‘ und ihres Mannes Ansas im Dorf Wilwischken am Kurischen Haff.
Am Anfang ist die Beziehung des Paares harmonisch. Ansas ist ein fleißiger Fischer, der verantwortlich mit dem Fischbestand im Haff umgeht, nach seinen Bedürfnissen die Fangmenge bestimmt und sie zu einem reellen Preis auf dem Markt in Heydekrug anbietet. Seine Frau Indre, die Tochter des wohlhabenden Jaksztat aus dem benachbarten Minge, erinnert in ihrer Fürsorge und Ausgeglichenheit an „Laime, [die] freundliche Göttin“ der Balten. Beide kümmern sich liebevoll um ihre drei Kinder Endrik, Elske und Willus.
 Busze
Das Unglück kommt mit Busze ins Haus. Die „Besitzerstochter“, d. h. die Tochter eines Bauern mit Land, müsste eigentlich nicht als Magd arbeiten, aber sie hat sich in Ansas verliebt, nimmt deshalb bei ihm eine Arbeit an und verführt ihn zu einer Liebschaft. Die resolute Person dominiert als „Kebse“ immer den Haushalt und zerstört die Familienharmonie. Ansas beginnt zu trinken, streitet sich mit Frau und Kindern und schlägt sie. Indre erträgt alles geduldig, denn sie weiß, dass ihr Mann von ihr abhängig ist und im Falle einer Scheidung die Kinder ihr gehören würden. Doch eines Tages rät ihr die Nachbarin Ane Doczys, sie solle ihren Vater zu Hilfe holen. Indre weicht zuerst aus, will die Krise nicht zugeben und nimmt sogar ihren Mann in Schutz, stimmt aber dann dem Vorschlag Anes zu.
Am Tag darauf trifft der alte Jaksztat in Wilwischken ein, und bereits nach seiner Ankunft kommt es zu einer Schlägerei mit Busze. Ansas trennt die Kämpfenden. Der unwürdige Empfang vor den Augen der Nachbarn ist ihm peinlich. Jaksztat fordert die Entlassung der Magd und droht mit der Rückforderung des Geldes, das er seinem Schwiegersohn geliehen hat. Ansas geht darauf ein und bittet seine Frau um Entschuldigung. Diese versucht wieder einmal den Streit zu schlichten und hat Angst, dass nach dem Abschied des Vaters alles beim Alten bleibt. Sie hat nicht ganz Unrecht. Zwar beruhigt sich nach der Entlohnung Buszes äußerlich die Situation, doch sie bleibt im Dorf, mietet sich bei der Familie Pilkuhns ein, und beide setzen ihre Beziehung heimlich fort. Busze ist jedoch mit dieser Situation unzufrieden und fordert, ihr Liebhaber solle sich scheiden lassen. Ansas lehnt wegen der Kinder und auch wegen seiner finanziellen Situation ab. Busze verleumdet daraufhin Indre. Sie spioniere hinter ihnen her und rede schlecht über sie. Darauf versucht sie Ansas zur Ermordung seiner Frau zu überreden. Die Tat solle als Unfall bei einer Schiffsfahrt durch das Kentern des Kahns getarnt werden. Indre kann nicht schwimmen und Ansas soll sich mit Binsen oder Schweinsblasen über Wasser halten. Er geht zögernd auf ihren Plan ein, der gut vorbereitet werden muss: Er trifft sich nicht mehr mit seiner Geliebten, damit seine Frau nicht mehr ihren Duft riecht und sie wieder mit ihm schläft. Er behandelt Indre jetzt sehr liebevoll, macht ihr Geschenke und versöhnt sich scheinbar mit ihr. Eines Tages schlägt er ihr einen Ausflug wie zur Zeit ihrer jungen Liebe mit dem Kahn nach Tilsit vor. Indre hat zwar Bedenken, ob er es ehrlich meint oder sie irgendwie loswerden will, geht aber darauf ein und sagt zu ihm: „Ach Ansas, ich weiß ja, dass du es nicht aufrichtig meinst, aber ich werde dir wohl den Willen tun müssen. Außerdem sind wir ja alle in Gottes Hand.“ Er erzählt gleich allen Nachbarn, dass sie sich wieder gut verstehen und eine Vergnügungsfahrt unternehmen werden. Doch Indre bereitet ihr Testament vor und legt die Verteilung ihrer Kleider fest. Dann erklärt sie der Nachbarin Ane: „Dem Menschen kann leicht etwas zustoßen. Ich weiß, dass ich von dieser Reise nicht wiederkommen werde.“
Reise nach Tilsit

Ostpreußen. Landkarte von 1908

Am nächsten Morgen besteigen sie mit Speisen und Trank den Kahn und Ansas bringt noch einen großen geheimnisvollen Sack mit. Die Reise wird vom Erzähler detailliert aus der Perspektive Indres geschildert. Sie segeln über das Haff um das Windenburger Eck, an Minge, Kuwertshof vorbei und befahren dann den Rußstrom, der dann den Namen Memel trägt, an Kaukehmen vorbei und erreichen Tilsit. Indres Gemütslage schwankt zwischen Angst vor einem Anschlag und Zuversicht. Sie beobachtet ihren Mann genau, spürt seine Unruhe und bedauert ihn: „»Armer Mann«, denkt sie, »ich möchte nicht an deiner Stelle sein.« Und sie lächelt ihn traurig an, so leid tut er ihr.“ Sie überlegt, als er ihr etwas zu essen anbietet, ob er Gift hineingemischt hat, und lehnt ab. Auch der große Sack kommt ihr merkwürdig vor, aber sie fragt nicht danach. Andererseits denkt sie bei zunehmend gutem Verlauf der Fahrt an einen Frühlingstag vor sieben Jahren, als sie mit Elske im sechsten Monat schwanger war. Da sagte er eines Tages zu ihr: »Wir wollen nach Ibenhorst fahren, vielleicht dass wir die Elche sehen.« In Gedanken an diese glückliche Zeit ruft sie „O Gott“, hebt die Augen zu ihm auf und sagt: »Ach Ansas, Ansas, weißt du nicht besser als ich, warum ich klage?« Dann hofft sie wieder, dass nichts Böses geschehen werde. Ständig schwankt sie zwischen den beiden Gefühlen und beobachtet sein Verhalten, seine Blicke und sein Lachen. Bei ihrer Ankunft in Tilsit ist sie wieder zuversichtlich. Sie machen an der Anlegestelle Picknick und genießen dann den Kuchen in die „Konditorei von Dekomin“. Ansas erklärt Indre auf dem Weg durch die Stadt die Gebäude. In einem Kurzwarenladen will sie ein Andenken für die Kinder kaufen: „»Andenken? An wen?« fragt er und stottert dabei. »An mich«, sagt sie und sieht ihn fest an.“ Stattdessen schenkt er ihr ein teures echtes Schleiertuch und lädt sie im Park „Jakobsruh“ zu einem Konzert der Kapelle des litauischen Dragonerregiments Prinz Albrecht ein. Indres Argwohn löst sich bei der Musik immer mehr auf: „Rosenwalzer“ und „Zar und Zimmermann“ gefallen ihr sehr. Das dritte Stück von einem „gewisse[n] Beethoven“ findet sie wenig hübsch und macht bloß den Kopf müde. Die Nachbarn unterhalten sich über die Schönheit der litauischen Frauen. Da merkt sie, dass Ansas sie betrachtet, und nun weiß sie, was sie schon im Laden geahnt hat: Er ist stolz auf sie und wird ihr nichts antun. Beim vierten gefühlvollen Stück „Die Post im Walde“ ist sie so gerührt, dass sie wegläuft, sich weinend auf eine Bank am Rand des Platzes setzt und sich die ausgestandene Angst von der Seele weint. Sie trinken zusammen Wein, der sie so berauscht, dass sie schwankend zur Eisenbahnstation gehen, um zum ersten Mal in ihrem Leben eine Lokomotive zu sehen. Indre ist glücklich, als ihr Ansas eine Bahnfahrt nach Berlin verspricht. Auf dem Viehmarkt setzen sie sich wie Kinder auf die Holzpferde eines Karussells und drehen ausgelassen einige Runden.
Versöhnung
Mit einem Kuchenpaket für die Kinder besteigen die beiden nach Sonnenuntergang den Kahn und fahren bei Mondschein die Memel hinab. Da erblickt Indre wieder den Sack und diesmal fragt sie nach seiner Bedeutung. Ansas gesteht ihr zitternd den Mordplan. Sie reagiert auf seine Offenbarung erleichtert: „»Mein armes Ansaschen«, sagt sie, als er zu Ende ist, und streichelt seinen Kopf. »Da müssen wir aber tüchtig beten, damit der liebe Gott uns verzeiht.« Zum Schluss segnet sie ihn, und er segnet sie, und dann stehen sie wieder auf und sind guter Dinge.“ Damit hat sie seine Seele wieder aufgerichtet. Auf der Rückfahrt machen sie Pläne für die Ausbildung ihrer Kinder. Indre fühlt sich glücklich wie bei ihrer früheren Frühlingsfahrt. Sie lieben sich im Kahn und neun Monate später wird Indre einen Sohn gebären, den sie Galas nennt, das heißt „Abschluss“. Die beiden schlafen miteinander ein und merken zu spät, dass der Kahn am gefährlichen Windenburger Eck gekippt ist und abtreibt. Ansas bindet Indre die Binsenpakete auf den Rücken, so dass sie nicht untergeht. So wird sie von Ane Doczys und ihrem Mann, die wegen des Ausbleibens beunruhigt zum Strand geeilt sind, aus dem Wasser gezogen. Ansas finden sie nicht. Zwei Tage später wird seine Leiche an den Strand gespült.
Ausblick
Die Erzählung schließt mit einem kurzen Überblick über das weitere Leben der Balczus-Familie und mit einer Botschaft: Galas ist heute ein ansehnlicher Mann. Elske hat einen wohlhabenden Bauern geheiratet und Willus ist Pfarrer geworden. Indre lebt nun als alte Frau bei Endrik, der die väterliche Fischerei weiterführt. „Sie weiß, dass sie nun bald im Himmel mit Ansas vereint sein wird, denn Gott ist den Sündern gnädig. Und also gnädig sei er auch uns!“

## Litauische Geschichten
Wie in den anderen Erzählungen der Sammlung, „Miks Bumbullis“, „Jons und Erdme“ und „Die Magd“, gibt es in der „Reise nach Tilsit“ ähnliche personale Konstellationen und Frauengestalten im Spannungsfeld zwischen den baltischen Göttinnen Laime und Giltinė sowie Themen wie Schuld und Sühne durch den Tod. „Die Landschaft und die Gemeinschaft der Menschen erscheinen als ungeschichtliche, sozialen und ökonomischen Wandlungen enthobenen Gegebenheiten, die individuelles Leid gelassen überdauern.“ Damit führe Sudermann eine „restaurative Tendenz“ fort, die in „sogenannter Heimatdichtung“ immer wieder auftrete. Die Landschaftsschilderungen der „Litauischen Geschichten“ seien aus den „plastischen Kindheitseindrücken“ des Autors hervorgegangen. Durch vorwiegend parataktische Sätze, den Verzicht auf Rückblenden und Reflexionen und den „fast naturalistischen Tonfall“ entstehe eine „gewisse erzählerische Unmittelbarkeit“, die dem „unreflektierten Verhalten“ der Figuren entspreche.

## Rezeption
Nach Sprengel wurde der beim Publikum sehr erfolgreiche Erzähler und Dramatiker Sudermann bis weit ins 20. Jahrhundert unterschiedlich rezipiert: Seine spannungsreichen Erzählungen mit sicherem Gespür für Effekte wurden einerseits als Trivialliteratur bewertet, andererseits stellten ihn die aktuellen Bezüge und sein liberales Engagement in die Nähe zur literarischen Moderne. Sein durchaus reflektierter, aber ungebrochener Umgang mit überlieferten literarischen Modellen, Klischees und Artefakten steigern jedoch das Pathos der Empfindung, das den Lesern vermittelt werden soll.

## Adaptionen

### Filme
- 1927: Stummfilm „Sunrise“ (USA). Regie F.W. Murnau:

Eine Frau aus der Stadt verführt einen Bauern und stiftet ihn dazu an, seine Frau zu ertränken und mit ihr in die Stadt zu ziehen. Während der Kahnfahrt versucht der Mann seine Frau über Bord zu werfen. Sie bittet um ihr Leben. Er kommt zur Besinnung, rudert ans Ufer und sie versöhnen sich. Auf der Rückfahrt gerät das Boot in einen Sturm. Beide können sich retten. Die Frau aus der Stadt gibt ihre Bemühungen auf und reist ab.
- 1939: Film Die Reise nach Tilsit. Regie: Veit Harlan:

Der Fischer Endrik Settegast hat eine Affäre mit einem Sommergast, der verführerische Polin Madlyn Sapierska, kehrt aber nach ihrer Abreise zu seiner Frau Elske zurück. Im Jahr darauf nimmt er die Beziehung wieder auf und plant den Mord an seiner Frau, indem er ihr auf der Reise nach Tilsit an einem gefährlichen Strudel das Steuer überlässt. Doch im letzten Augenblick besinnt er sich, übernimmt wieder das Ruder, und sie versöhnen sich. Auf der Rückfahrt gerät das Boot in einen Sturm und kentert. Beide können retten. Die Polin verzichtet auf Endrik.
- 1969: Fernsehfilm Die Reise nach Tilsit, ZDF (1 Std. 55 Min.), Pidax Film-Klassiker (DVD). Regie und Drehbuch: Günter Gräwert. Besetzung: Karl Michael Vogler (Ansas Balczus), Ruth-Maria Kubitschek (Indre Balczus), Violetta Ferrari (Busze), Gustav Knuth (Jakstat), Paul Dahlke (Endrulat), Vadim Glowna (Taruttis), Peter Lühr (Lehrer)

- 1981: Russischer Spielfilm „Reise ins Paradies“. Regie: Arunas Zebriunas. Buch: Saulus Schaltjanis. Darsteller: Algirdas Latenas (Ansas), Romanta Krilawisjute (Indre), Egle Gabrenaite (Marta), Vytautas Paukste (Jakschaitis)

Ein einstmals gedemütigtes junges Mädchen kehrt als wohlhabende, verwitwete Frau in ihr kleines Dorf zurück, um Rache für die Schmähungen zu nehmen. Mit ihrer besitzergreifenden Liebe zum jungen verheirateten Fischer Ansas wird sie an dessen Tod schuldig.

### Hörspiele
- 1950: Die Reise nach Tilsit – Bearbeitung (Wort): Wolfgang Monecke; Regie: Fritz Schröder-Jahn (Hörspielbearbeitung – NWDR Hamburg; Erstsendung: 16. Mai 1950)
  - Sprecher u. a.: Gisela von Collande (Indre), Josef Dahmen (Ansas), Hans Paetsch (Erzähler), Gisela Korsholm (Busze) und Marion Lindt (Anne)
- 1957: Die Reise nach Tilsit – Bearbeitung (Wort): Horst von der Heyde; Regie: Erich Köhler (Hörspielbearbeitung – SFB; Erstsendung: 29. September 1957 | 63'10 Minuten)
  - Sprecher u. a.: Carl Raddatz (Ansas Balczus), Johanna von Koczian (Indre), Henriette Amend (Busze Patarschke), Erich Dunskus (Jaksztat) und Erna Senius (Anne)
- 1974: Die Reise nach Tilsit – Bearbeitung (Wort): Christian Noak; Regie: Peter Biermann (Hörspielbearbeitung – ORF; Erstsendung: 13. Oktober 1974 | 29'20 Minuten)
  - Sprecher u. a.: Gert Westphal (Erzähler), Dietlindt Haug (Indre), Götz Kauffmann (Ansas), Benno Sterzenbach (Jaksztat) und Angelika Welzl (Busze)

### Hörbücher
- Libri Vox. Sprecher Karlsson.[4]
- naxos Klassiker der Literatur. Sprecherin: Dinah Hinz